# Scooby-Doo! Vámpírmusical
A Scooby-Doo! Vámpírmusical (eredeti cím: Scooby-Doo! Music of the Vampire) egyik tagja a Scooby-Doo franchise alapján készített egész estés animációs filmeknek, mely azok csoportosításának alapján a negyedik generációs Scooby-filmek közé sorolható, amerikai készítésű. Ez az első Scooby-Doo filmadaptáció, mely egyben egy musical is.

## Történet
Scooby és a Rejtély Rt. egy vámpírfesztiválra mennek, ahol vendéglátójuk, Vincent Van Helsing, vámpírkutató és író felfedi előttük a titkot, hogy gyűjteményében egy félholt vámpír is helyet kapott, aki hamarosan teljes életre kel.

## Szereposztás
| Szereplő                        | Eredeti hang                  | Magyar hang     |
| ------------------------------- | ----------------------------- | --------------- |
| Scooby-Doo                      | Frank Welker                  | Vass Gábor      |
| Fred Jones                      | Frank Welker Jim Wise (ének)  | Markovics Tamás |
| Bozont Rogers                   | Matthew Lillard               | Fekete Zoltán   |
| Vilma Dinkley                   | Mindy Cohn Bets Malone (ének) | Madarász Éva    |
| Diána Blake                     | Grey DeLisle                  | Hámori Eszter   |
| Vámpír-színész 4.               | Obba Babatunde                | ?               |
| Vincent Van Helsing / Valdronya | Jeff Bennett                  | Rosta Sándor    |
| Vámpír-színész 3.               | Julianne Buescher             | ?               |
| Kelly Smith, riporter           | Julianne Buescher             | Kiss Eszter     |
| Bram                            | Christian Campbell            | Szabó Máté      |
| Jesper Poubelle                 | Jim Cummings                  | Epres Attila    |
| Tulie                           | Jim Cummings                  | Sarádi Zsolt    |
| Seriff                          | Rob Paulsen                   | ?               |
| Vámpír-színész 2.               | Rob Paulsen                   | ?               |
| Tini vámpír                     | Rob Paulsen                   | Hamvas Dániel   |
| Lita Rutland                    | Mindy Sterling                | Peller Anna     |
| Vámpír-színész 1.               | Robert Townsend               | ?               |
| Henry                           | Jim Wise                      | Stern Dániel    |
| Daniel                          | TBA                           | Molnár Áron     |
| Zsaru                           | TBA                           | Kapácsy Miklós  |

## Magyar változat
A szinkront a ProVideo megbízásából a Mafilm Audio Kft. készítette.
- Magyar szöveg: Csizmás Kata
- Hangmérnök: Gábor Dániel
- Vágó: Gyönyösi Tibor
- Gyártásvezető: Kéner Ágnes
- Szinkronrendező: Majoros Eszter

## Dallista
A dalok a szinkronizált változatban is maradtak angol nyelvűek az eredeti hangokkal és előadókkal.
| Dal                            | Előadó |
| ------------------------------ | --- |
| "Bayou Breeze"                 | Jim Cummings |
| "Done With Monsters"           | Grey DeLisle Matthew Lillard Bets Malone Frank Welker Jim Wise                                                                                        |
| "The Vampires Dance"           | Obba Babatunde Julianne Buescher Christian Campbell Rob Paulsen Robert Townsend                                                                       |
| "Valdronya Returns"            | Obba Babatunde Julianne Buescher Christian Campbell Rob Paulsen Robert Townsend                                                                       |
| "The Vampires Bite"            | Mindy Sterling |
| "Scooby and Me"                | Obba Babatunde Jeff Bennett Julianne Buescher Christian Campbell Jim Cummings Matthew Lillard Rob Paulsen Mindy Sterling Robert Townsend Frank Welker |
| "Do You Want to Live Forever?" | Grey DeLisle Christian Campbell |
| "Bride of the Vampire"         | Obba Babatunde Julianne Buescher Christian Campbell Rob Paulsen Robert Townsend                                                                       |
| "Valdronya Returns (Repríz)"   | Obba Babatunde Jeff Bennett Julianne Buescher Christian Campbell Rob Paulsen Robert Townsend                                                          |
| "Done With Monsters (Repríz)"  | Grey DeLisle Matthew Lillard Bets Malone Frank Welker Jim Wise                                                                                        |